# Coronación de Jacobo I de Inglaterra y Ana de Dinamarca
La coronación de Jacobo I y su esposa Ana como rey y reina de Inglaterra se llevó a cabo el 25 de julio de 1603 en la Abadía de Westminster.. Jacobo había reinado como rey Jacobo VI de Escocia desde 1567.  Ana fue ungida y consagrada con oraciones alusivas a Ester, las Vírgenes Sabias y otras heroínas bíblicas..Fue la primera coronación que se llevó a cabo en inglés en lugar de latín. Una entrada real ceremonial planificada a Londres se aplazó hasta el 15 de marzo de 1604.

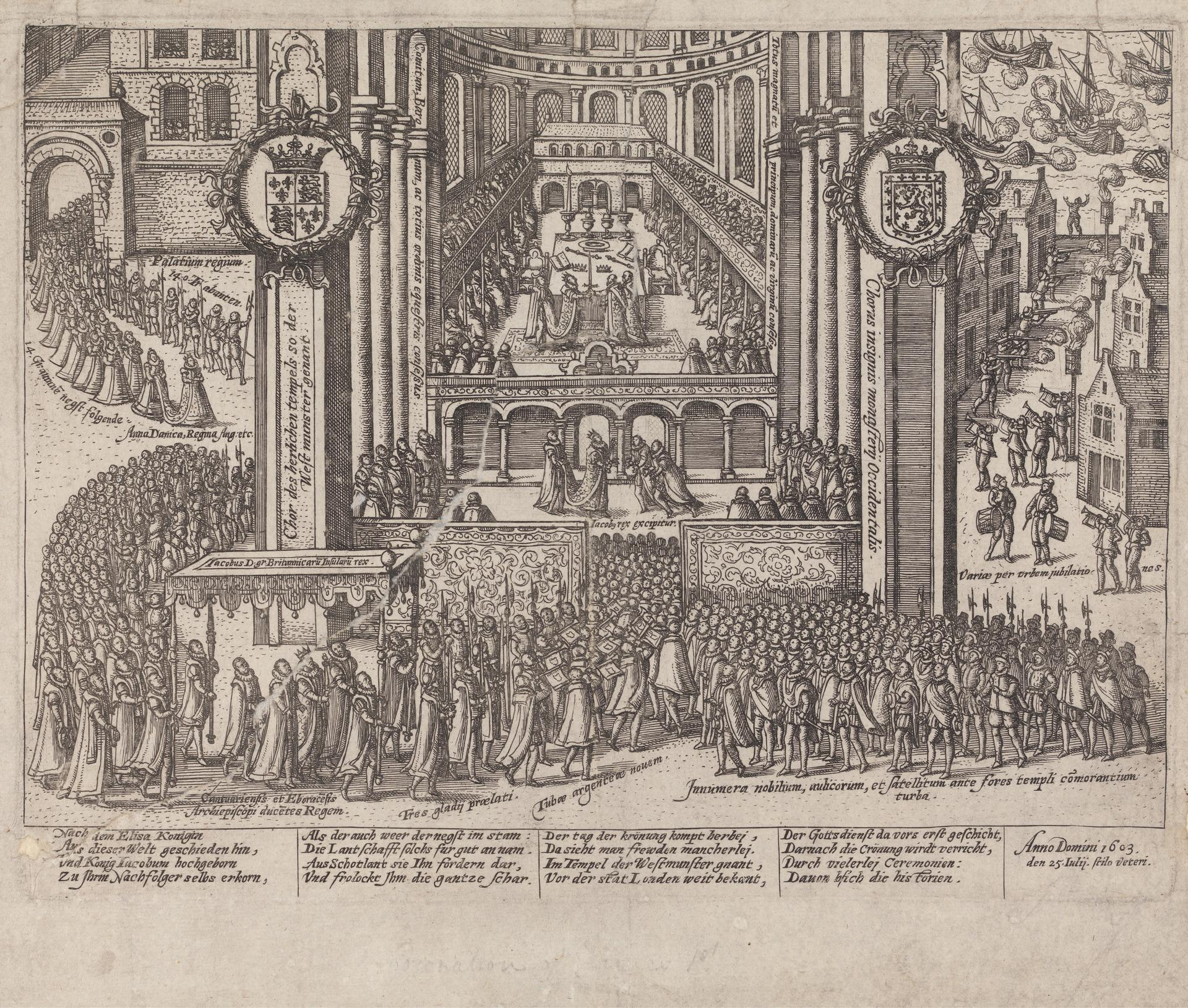
Un grabado alemán de la coronación muestra a James entrando en la abadía después de sus trompetistas, y Anne se acercó en una procesión separada con 14 condeses.

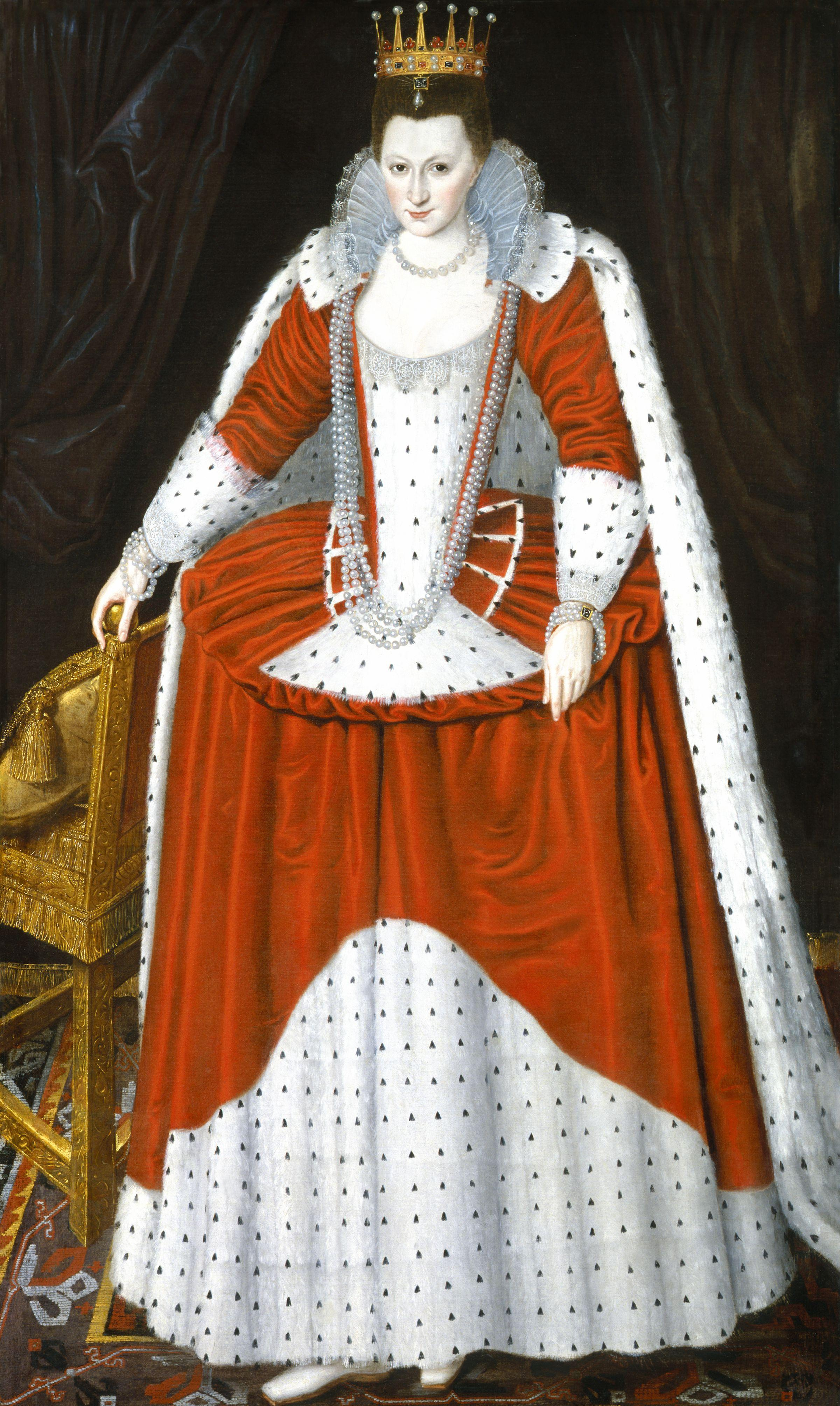
Una condesa vestida de escarlata y armiño y un tambor, National Portrait Gallery, London

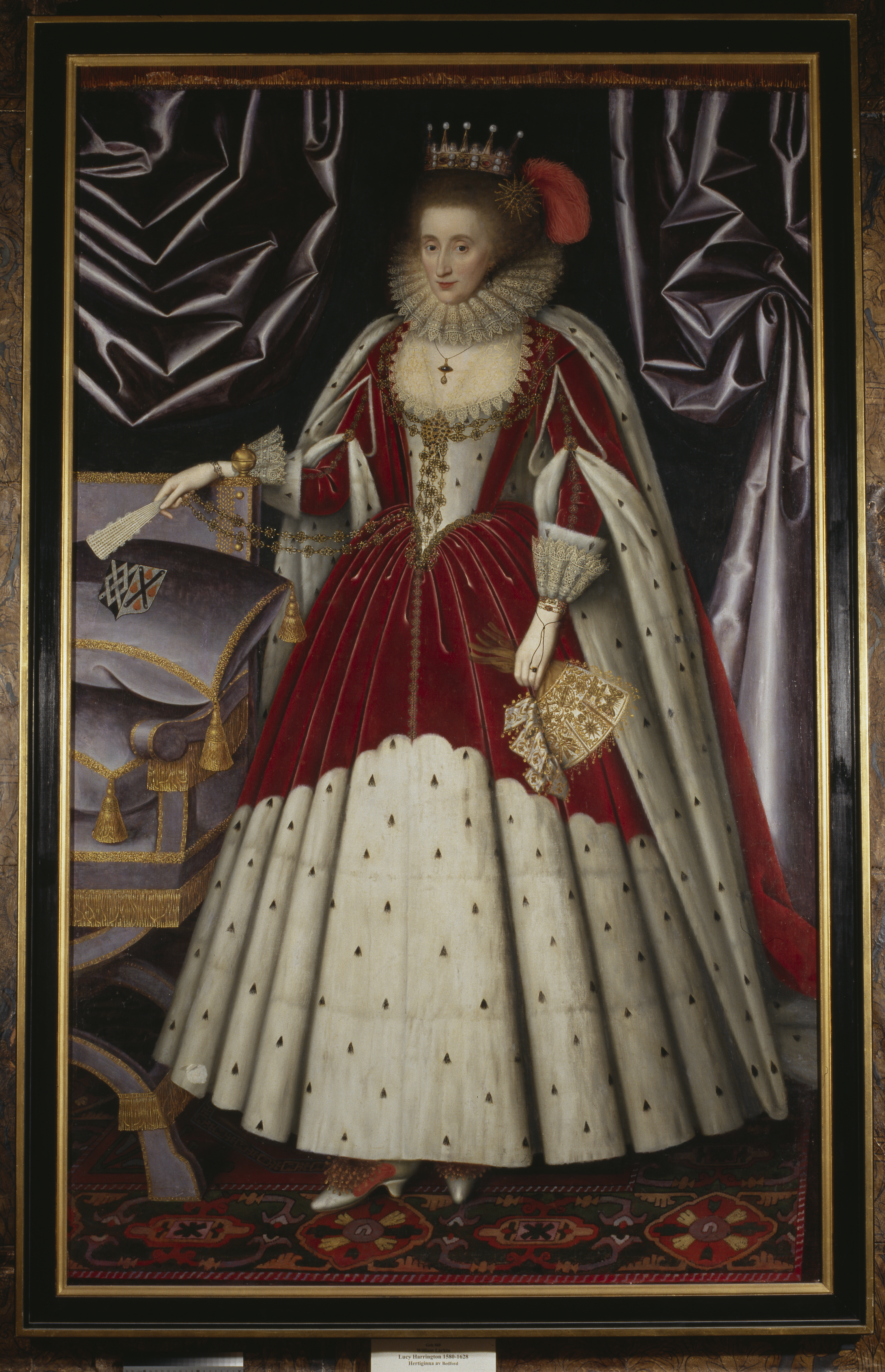
Lucy Russell, condesa de Bedford, con un vestido con ribetes de armiño y mangas largas

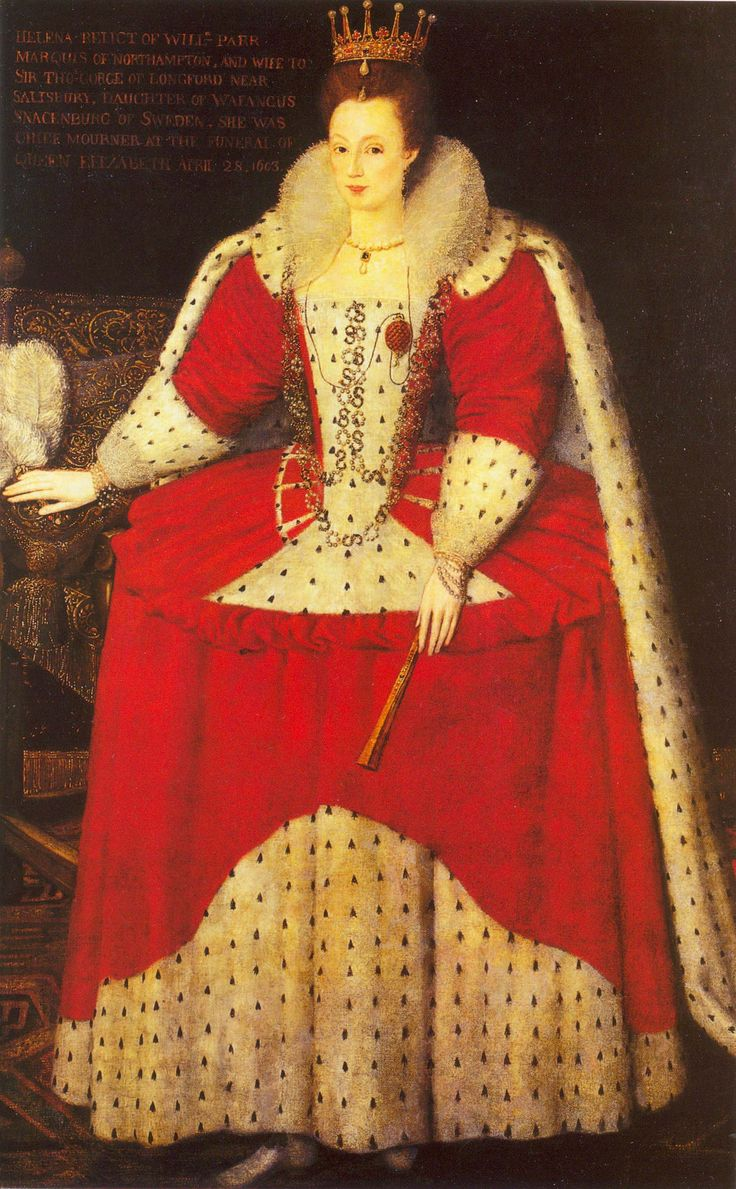
Helena Snakeborg Marquesa de Northampton, en escarlata y armiño

## Antecedentes y preparativos
Después de la muerte de Isabel I, Jacobo VI de Escocia se convirtió en rey de Inglaterra, un evento conocido como la Unión de las Coronas. Había sido coronado rey de Escocia el 29 de julio de 1567 en Stirling. Su esposa, Ana de Dinamarca, había sido coronada en Edimburgo el 17 de mayo de 1590.
Jacobo cabalgó hasta Inglaterra y llegó a Theobalds el 3 de mayo de 1603. Su esposa Ana lo siguió, después de sufrir un aborto espontáneo en el Castillo de Stirling.  Los planes para la coronación se vieron interrumpidos por un brote de peste que se dio a inicios del año de la coronación. El número de invitados y funcionarios permitidos dentro de la Abadía estaba estrictamente limitado. Se notó la naturaleza moderada de esta coronación, y tres años más tarde se dijo que una ceremonia en el Castillo de Windsor para investir al Conde de Salisbury y al Vizconde Bindon como Caballeros de la Jarretera fue mucho más magnífica. Más recientemente, los historiadores han vuelto a evaluar la importancia del evento y las prioridades del rey Jacobo.
Se estableció una comisión para adjudicar cualquier reclamo en competencia sobre derechos hereditarios o feudales a cargos y servicios en la ceremonia.  Los comisionados declararon el 18 de julio que la tradicional procesión por la ciudad se reduciría severamente.  No había fiesta habitual.  La fecha de la ceremonia se mantuvo porque era auspiciosa como el día de la fiesta de Santiago, el santo del nombre del rey  y, según el diplomático veneciano Scaramelli, los acontecimientos políticos, incluidos los argumentos principales y de despedida, hicieron que James estuviera ansioso por tomar los juramentos de coronación y así que "arreglar sus asuntos".
Sir George Carew compró 156 alabardas doradas para la guardia real en la coronación y "bastones inclinados" y otros equipos para justas o "correr hacia el ring" en un torneo de coronación. Se hizo una nueva corona imperial. Los orfebres William Herrick y John Spilman proporcionaron un paño de herencia para la Abadía bordado con perlas y piedras preciosas de imitación falsificadas. Hicieron un anillo enjoyado para Ana de Dinamarca y remodelaron el brazo, la ampolla y el cetro para la ceremonia. Algunas de las gemas de la diadema se tomaron de las joyas de Isabel I..
La Comisión tomó sus decisiones sobre derechos y honores el 24 de julio. Se abstuvo de decidir sobre algunos reclamos, incluido el de Sir Oliver Leigh, quien, como señor de la mansión de Addington en Surrey, alegó tener derecho a proporcionar a la realeza un plato de "herout o pigernout" hecho en la cocina real. Su antepasado, Nicholas Leigh, había reclamado el mismo derecho a "hacer un potaje en una olla de barro" en la Coronación de María I de Inglaterra en 1553.
Para su seguridad, James solicitó 100 soldados de las bandas entrenadas de Surrey. Se contrataron 500 soldados a ocho peniques por día para proteger contra "cualquier tumulto y desorden" en Westminster y Strand. El Ministro de Hacienda y Maestro de Vestuario, John Fortescue de Salden, estuvo a cargo de las 5000 libras esterlinas gastadas en la coronación y las 3000 libras esterlinas gastadas en el funeral de Isabel I.

## Cuestiones doctrinales
La Reforma inglesa había hecho problemática la forma del servicio de coronación, ya que las coronaciones anteriores incluían ritos católicos. El 15 de mayo de 1603, el embajador veneciano informó que el Colegio de Heraldos estaba revisando los archivos en busca de precedentes.  Se decidió hacer una traducción del Liber Regalis, el manuscrito del siglo XIV de la orden de coronación, ignorando las elaboraciones del servicio que se habían agregado durante la dinastía Tudor y eliminando cualquier elemento que fuera contrario a la doctrina anglicana. La fuerza impulsora detrás de esta decisión puede haber sido el anticuario William Camden, el Rey de Armas de Clarenceux y el bibliotecario de la Abadía de Westminster. Camden fue uno de varios eruditos que postularon que la nueva Iglesia de Inglaterra era la heredera de una antigua y pura tradición de adoración cristiana inglesa. Sin embargo, la decisión final sobre el orden del servicio la tomó John Whitgift, el arzobispo de Canterbury. La mayor parte de la liturgia se tradujo al inglés, pero algunos elementos, como la letanía, se mantuvieron en el latín original. El juramento de coronación debía hacerse en latín, inglés y francés, debido al reclamo al trono francés.

## Coronación

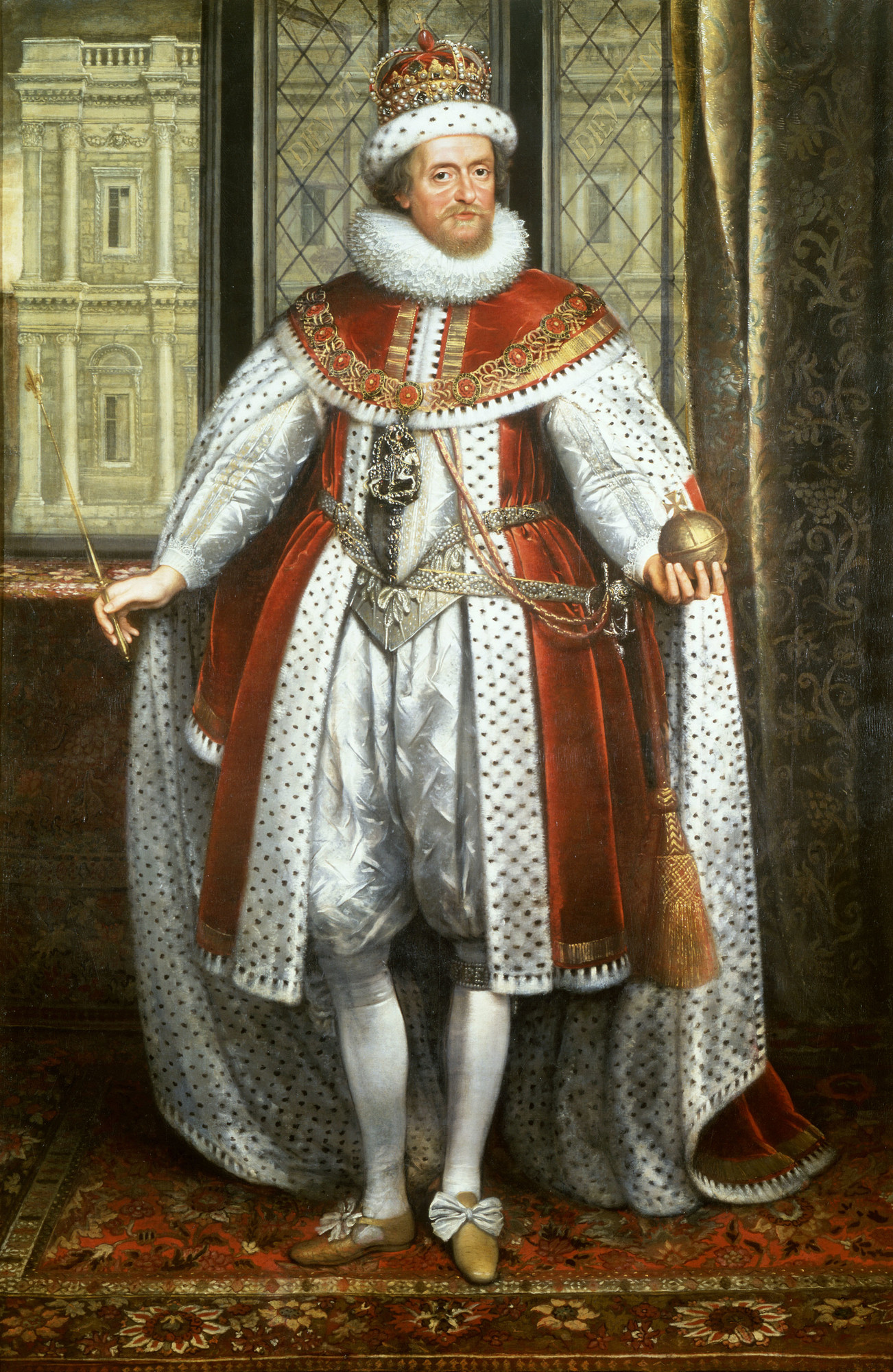
retrato de Jaime (James) I al momento de su coronación en la galería real.

El domingo 24 de julio, James creó una serie de nuevos Caballeros del Baño en la galería del Palacio de Whitehall. Al día siguiente, Jacobo y Ana se embarcaron en una barcaza real dorada en Whitehall Steps, ubicada cerca de la actual Horse Guards Avenue, y recorrieron la corta distancia río arriba hasta un embarcadero en Westminster, conocido como Westminster Bridge o Westminster Hall Bridge (sin mencionar), no debe confundirse con el Puente de Westminster del siglo XVIII),  caminando primero hacia Westminster Hall. Estaba lloviendo.  A pesar de una proclamación real de que los espectadores deben mantenerse alejados debido a un brote de peste bubónica, las calles alrededor de la abadía y numerosos barcos en el río estaban llenos de espectadores.  La cola de terciopelo púrpura del vestido de la reina estaba en manos de una de sus damas y su chambelán, un honor disputado por dos pretendientes rivales, Edward de Vere, decimoséptimo conde de Oxford y Daniel Cage, cuyo padre había adquirido Great Hormead, uno de los señoríos. adjunto a la oficina del chambelán. La ambición de Daniel Cage (fallecido en 1634) de actuar como paje de la reina en la procesión no se realizó.
La ceremonia fue descrita por el diplomático veneciano Scaramelli y otros, incluido Giovanni degli Effetti, un agente del nuncio apostólico papal en Francia, Innocenzo del Buffalo, y Benjamin von Buwinckhausen, un diplomático del Ducado de Württemberg.
Scaramelli (que no asistió en persona) describió una procesión de heraldos, seguida por el alcalde, Robert Lee, y dignatarios de la ciudad,  abogados y jueces, los Caballeros del Baño y aristócratas. El Rey Jacobo entró caminando bajo un dosel, seguido por miembros de su casa y alabarderos de la guardia real. Ana de Dinamarca caminó bajo un dosel similar, vestida con túnicas de terciopelo carmesí forradas con armiño, acompañada por Arbella Stuart, precedida por una docena de condesas en parejas que portaban coronas, incluidas Lucy Russell, condesa de Bedford, Helena Snakenborg, marquesa de Northampton y la condesa de Cumberland, siguiendo a su familia. Jacobo y Anna estaban sentados ante el altar mayor en un par de sillas. James fue coronado por el arzobispo de Canterbury, John Whitgift. Se cambió y se puso la túnica antigua que se decía que perteneció a Eduardo el Confesor.  Luego se sentó en la Silla de Coronación que contenía la Piedra de Scone en un estrado octogonal. Después de que Ana fuera coronada, ella se sentó junto a él en un trono "algo más bajo". Jacobo tomó la comunión como se indica en el orden del servicio, Ana no lo hizo. A Scaramelli le dijeron que el tema de tomar el sacramento se había discutido en la mañana y la reina se había negado enfáticamente. Thomas Bilson dio el sermón.
Scaramelli dice que los condes se adelantaron para rendir homenaje tocando la corona, y Philip Herbert, conde de Montgomery y favorito real, le dio al rey un beso en la mejilla. James lo despidió con una bofetada, un "pequeño puño" o schiaffetto en el italiano original.

### Música
Ninguna descripción detallada de la música utilizada en la coronación ha sobrevivido. La procesión a pie entre el Westminster Hall y la abadía probablemente estuvo acompañada por el himno, oh Señor, otorga al rey una larga vida, el texto tomado del Salmo 61, establecido en la música por Thomas Weelkes o Thomas Tomkins. El himno procesional dentro de la Abadía estaba aquí, nuestro Señor y Protector; Después del reconocimiento, deja que tu mano se fortalezca; Durante la unción, el Veni Creator y Zadok the Priest; y después de la corona, sea fuerte y de buen coraje y el rey se regocijará a ambos combinados en una sola pieza. No está claro quién escribió la música para estos, excepto para el último que generalmente se atribuye a Tomkins. El compositor William Byrd seguía siendo un destacado caballero de la Capilla Real en 1603 y es casi seguro que también contribuyó.

### Vestimenta
Los comisionados habían permitido al Conde de Oxford su derecho como High Chamberlain vestir al rey.  Según Giovanni Degli Effetti, Jacobo estaba vestido de manera similar a los condes, con una capa de terciopelo carmesí sobre una capa de terciopelo llena de armado y una gorra de terciopelo y armiño. Los Earls llevaban coronas de oro en el lugar de una banda de sombrero.  Probablemente, el atuendo de Jacobo fue creado por su sastre escocés Alexander Miller, quien había venido a Londres en el séquito real.
El Museo Nacional de Escocia tiene un modelo de madera de período de Jacobo, posiblemente representó el uso de sus túnicas de coronación. Un retrato de Paul Van Somer (c.1620) muestra al rey en sus túnicas forradas de mina sobre doblete de satén blanco y calzones, con una vista de la casa de banquetes de Whitehall detrás de él.
El disfraz de coronación de Ana del Dinamarca estaba hecho de terciopelo carmesí y púrpura bordeado de armadas en polvo y perfumado con almizcle, civeta y ámbar gris. Una orden de servicio menciona (en latín) que su disfraz no estaría adornado con bordados (un detalle observado por Giovanni degli Effetti), su cabello suelto sobre sus hombros, con el dorado en la cabeza en la cabeza. Era tradicional para el consorte de reinas y reinas reinas, incluidos Isabel I y María I para usar el cabello suelto en su coronación.
Para orquestar los disfraces de los condes y condesas, el Conde de Nottingham y los comisionados especiales de la coronación habían enviado instrucciones el 7 de julio y el vestuario real emitió la tela escarlata. Las coronas de oro para el conde y la condesa de Shrewsbury cuostaron £ 50.  El conde de Shrewsbury, como titular de la mansión de Farnham Royal, tuvo el honor de apoyar el brazo derecho del rey durante la procesión.
Los retratos de condesas en sus vestidos de armado muestran dos estilos de falda. Lucy, condesa de Bedford, en su retrato ahora en el castillo de Gripsholm, lleva una farphingale de estilo francés más antiguo, mientras que las imágenes de la condesa de Northampton y otra dama muestran la moda actual de tambores o farhingales de las ruedas francesas. La historiadora de disfraces Janet Arnold señaló que el uso extenso del armino, especialmente como la parte delantera de la falda, se hace eco de las túnicas del parlamento de Isabel como se muestra en su efigie de mármol por el colt Maximiliano en la abadía y la ropa de las condesas. La abadía en la efigie funeraria de madera de Isabel.
Buwinckhausen escribió que las condesas llevaban vestidos escarlatas en "moda antigua" adornadas con armiño, sus coronetas en la mano izquierda.  "Moda antigua", la frase utilizada en la traducción de Brenchley Rye, generalmente significaba un estilo romano clásico, pero Giovanni Degli Effetti dijo que los vestidos estaban en estilo moderno.  La frase alemana original de Buwinckhausen puede referirse a las mangas anchas de la condesa que tiene cierta similitud con la moda franconiana, o con sus disfraces pareados que se asemejan a la heráldica roja y blanca de Franconia; "MIT Hermelin Gefuttert, und Weiten Ermelen Gar Altfrenckisch".
Los padres de Lady Anne Clifford asistieron en sus túnicas como conde de la condesa de Cumberland. Habían recibido al rey y la reina en Grafton Regis en junio. En este momento, la condesa de Cumberland estaba separada del conde y no la estaba manteniendo. Tenía que escribirle a Sir Robert Cecil pidiendo su intervención para poder comprar ropa adecuada para "amueblarse" para asistir a Ana de Dinamarca. La prima de Anne Clifford, Frances Bourchier (1587-1612) fue una espectadora en la coronación, pero a Ana misma no se le permitía asistir por temor a la plaga en la ciudad. Ella permaneció en Norbury, al sur de Londres. En septiembre, Frances Bourchier se unió a la princesa Isabel en el Palacio Nonsuch.

### Avances
Después de la ceremonia, los Reales fueron al Palacio de Westminster y al día siguiente, a Hampton Court.  Después de una estadía en el Palacio de Richmond, se fueron Woodstock Palace en Oxfordshire. Luego, la corte viajó hacia el oeste a Winchester y Wilton House, para evitar la peste continua en Londres. La Feria de San James de Julio y la Feria de Bartolomé de Augusto en Londres fueron cancelados.

## Indulto a prisioneros ante el avance de la peste
Cuando Jacobo entró en la Torre de Londres el 11 de mayo, los prisioneros fueron liberados, incluidos algunos jesuitas. Se esperaba que el Rey Jacobo ordenara la liberación de algunos prisioneros en las cárceles de Londres como muestra de su clemencia en su día de coronación. Un prisionero de Newgate escribió que el perdón no había sido recibido el 25 de julio y que no podría extenderse a los prisioneros católicos. Algunos testimonios de los historiadores, narraban que los prisioneros en la cárcel de Newgate se estaban muriendo de peste, es por eso de la razón de los indultos.

## Entrada Real a la capital y día de la Adhesión

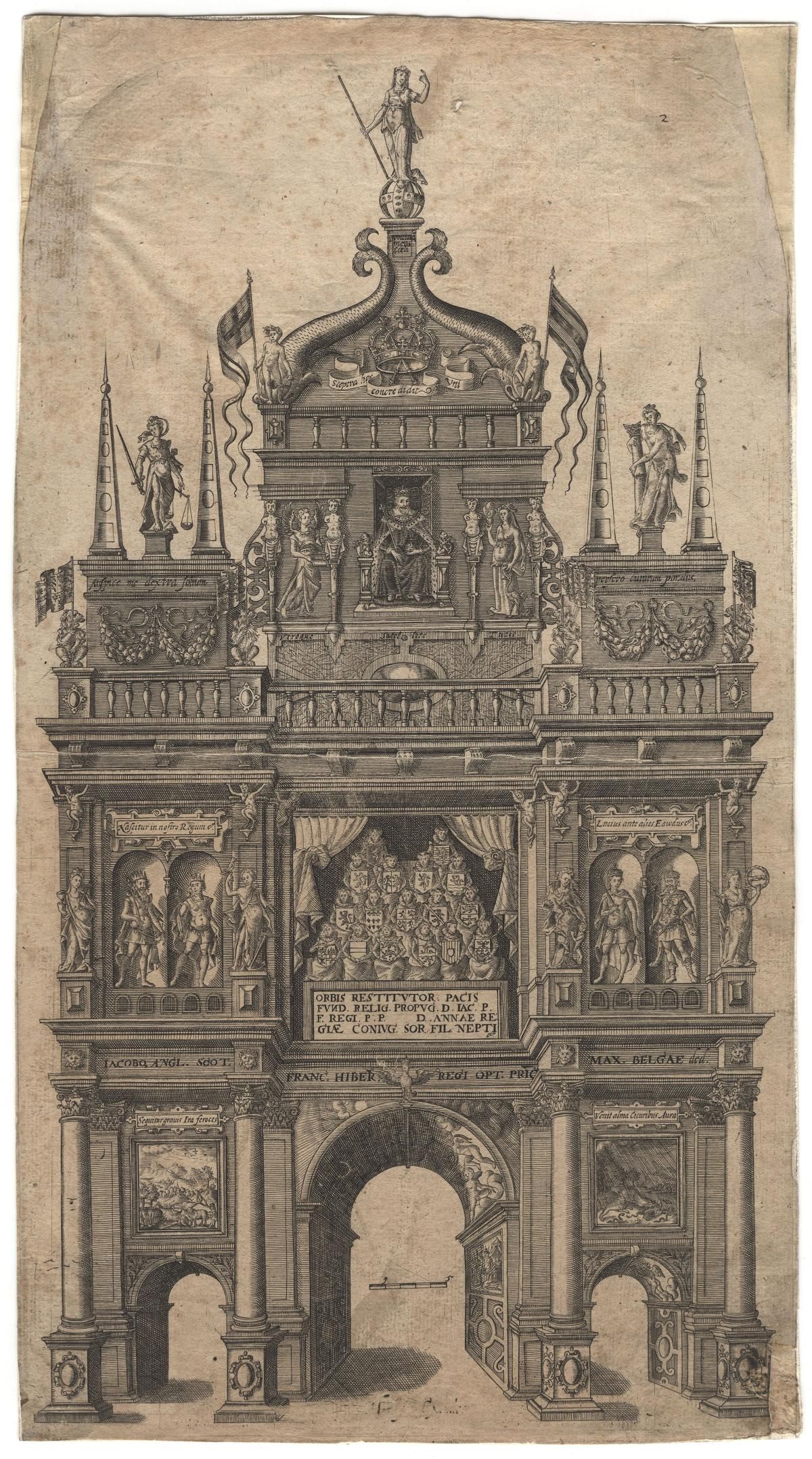
Se erigieron varios arcos triunfales temporales en la ciudad de Londres para la entrada real; este es el Pegme de los holandeses ", erigido por los comerciantes holandeses en elRoyal Exchange, con paneles pintados que representan los productos de los Países Bajos

Algunos preparativos para la coronación fueron construidos por el carpintero William Portington , y pintados por Leonard Fryer.
Se erigieron arcos y concursos triunfales en Londres para la coronación, y una entrada real que fue diferida al 15 de marzo de 1604 debido a la plaga. John Chamberlain los describió en construcción en julio de 1603, y su naturaleza endeble, "Nuestros concursos son bien avanzados, pero la mayoría de ellos son tan pequeños caballeros que no pueden durar mucho, y dudo que no la peste cese, antes que ellos se pudrirá y se hundirá donde se encuentran ". La ciudad de Londres gastó al menos £ 4,100 y las compañías municipales hicieron contribuciones, proporcionando listas para sus miembros y pancartas. La suma total gastada en los concursos de la ciudad es comparable con el costo de las túnicas de coronación usadas por Jacobo y Ana en 1603.
Varios de los arcos triunfales fueron diseñados por un carpintero Stephen Harrison, e ilustrados en un libro de festivales que conmemora la entrada real, grabado por William Kip. Thomas Dekker escribió el magnífico entretenimiento y colaboró con Ben Jonson para producir en entretenimientos en el día.  Según Dekker, "las calles parecían estar pavimentadas con hombres; los puestos en lugar de las ricas mercancías se colocaron con niños; los casos abiertos llenos de mujeres".
La entrada fue descrita por el conde de Villamediana, el embajador español y otro diplomático veneciano Nicolò Molin. Jacobo, Ana de Dinamarca y su hijo, el Príncipe Enrique se alojaron en la Torre de Londres. Las multitudes fueron entretenidas por el anillo de toros y otros deportes. El miércoles 15 de abril, Jacobo montó la ruta ceremonial a través de la ciudad seguida de Henry, luego Anne en un trono en un carruaje tirado por mulas, y Arbella Stuart en otro carruaje.
El poema de Dekker Troynovant invocó una leyenda de Londres como un nuevo Troy o Trinovantum, fundado por Brutus, con imágenes de la adhesión de James a cuatro reinos como matrimonio:

Donde cuatro grandes reinos celebran un festival.
Troynovant ahora es una cámara de novia,
Cuyo techo es oro, el piso es de ámbar,
En virtud de esa luz santa,
Eso arde en la mano del himen, más brillante.

Unos días después, el Parlamento se abrió con otra ceremonia, y los asistentes llevaban ropa de librea diferente a las de la entrada. Las túnicas del parlamento de James y Henry eran de terciopelo carmesí alineado con armine. Hubo justas el sábado 24 de marzo, celebrados como el día de adhesión del rey.